# بریت مورین
بریت مورین (انگلیسی: Brit Morin؛ زادهٔ ۶ دسامبر ۱۹۸۵) کارافرین اهل ایالات متحده آمریکا است.
وی همچنین برندهٔ جوایزی همچون ۱۰۰ زن بی‌بی‌سی شده‌است.